# Grosvenor-Strathmore
Grosvenor-Strathmore è una stazione della metropolitana di Washington, situata sulla linea rossa. Si trova a North Bethesda, in Maryland, ed è la prima stazione (provenendo da Washington) oltre la Capital Beltway.
È stata inaugurata il 25 agosto 1984; fino al dicembre dello stesso anno, prima dell'inaugurazione del tratto Grovesnor-Shady Grove, è stata il capolinea della linea rossa. Fino al 2005 era denominata semplicemente Grovesnor; ha poi cambiato nome in seguito all'inaugurazione del Music Center di Strathmore, situato nei pressi della stazione.
La stazione è dotata di un parcheggio di scambio da circa 1900 posti, e vi fermano autobus del sistema Metrobus (gestito dalla WMATA) e del sistema Ride On.